# Fungo ipogeo
I funghi ipogei sono un raggruppamento empirico che comprende tutti i macromiceti che sviluppano il carpoforo nel terreno. 
I funghi ipogei più noti sono i tartufi ma non sono i soli: accanto ai tartufi (che appartengono agli ascomiceti) ci sono altri generi come Rhizopogon e Gautieria (che appartengono ai basidiomiceti).